# クック・トリプレット

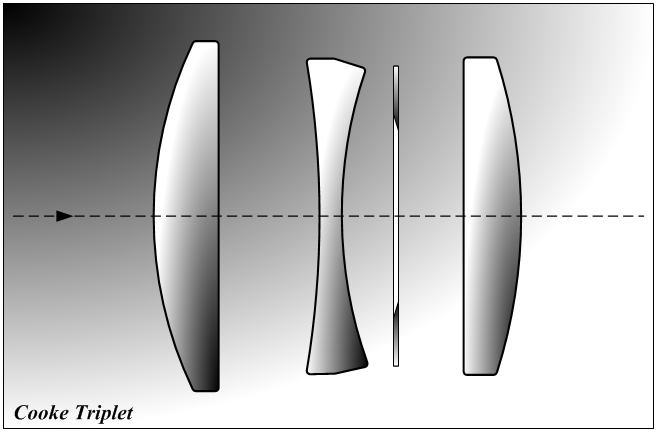
クラシックなクック・トリプレット

クック・トリプレット（英: Cooke triplet）は、1893年にイングランドのヨークにあったT.クック＆サンズ（英語: T. Cooke & Sons）に主任技師として勤務していたデニス・テイラーによって設計・特許取得されたカメラレンズである。画像の周辺部における光学的な歪みや収差をほぼ完全に除去することを可能にした最初のレンズである。
クック・トリプレットは、ザイデルの5収差を効率的に補正できる特徴を持つレンズである。
2枚の凸メニスカスレンズ、中央に1枚の凹レンズを配している。このレンズ構成はこの発明以降のレンズ設計に大きな影響をもたらした。

## 設計

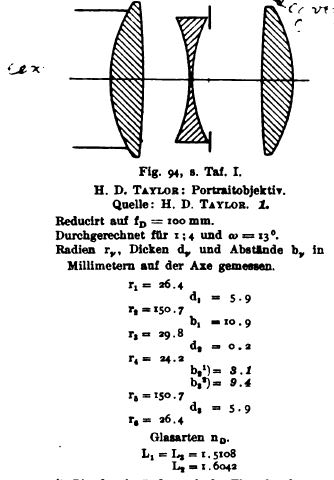
クック・トリプレットレンズ構成図

テイラーのレンズ設計は、薄い凹レンズと薄い凸レンズを1枚ずつ接合したアクロマートを参考にして設計された。アクロマート構成は色収差、球面収差、を補正することが可能である。
クック・トリプレットは非対称の3枚玉レンズで両端のレンズは凸レンズで、中央には凹レンズを配置した構造であり、この設計ではペッツバール和がゼロであるため球面収差、コマ収差、非点収差、像面湾曲、歪曲収差といったなどの主要な収差を効果的に補正することが可能となっている。
クック・トリプレットはその単純さゆえに、レンズ製造において組立や調整が比較的容易であるため実用的であった。また、その設計原理は後の多くの写真レンズ、引き伸ばしレンズ、スライド映写機用レンズの基礎となっており、20世紀前半を通じて多くの改良型や派生型が生み出された。

## 影響と製品生産
当時、クックト・リプレットはレンズ設計における大きな進歩であった。球面収差、コマ収差、非点収差、像面湾曲、歪曲収差が3枚のレンズで補正が可能だった。しかし、ルドルフ・キングスレイク（英語: Rudolf Kingslake）は「歪曲収差を制御することが困難」と指摘していた。
その後はダブルガウスを含む新たな設計のレンズに代替されることになったが、非球面レンズを使用して改良した改良型が携帯電話のカメラなどの安価なカメラには使用されている。